# Oceanisch kampioenschap voetbal onder 19 - 2018
Het Oceanisch kampioenschap voetbal onder 19 van 2018 was de 22e editie van het Oceanisch kampioenschap voetbal onder 19, een OFC-toernooi voor nationale ploegen van spelers onder de 19 jaar. Elf landen namen deel aan dit toernooi, waarvan er vier eerst een kwalificatieronde moesten spelen. Het toernooi werd gespeeld in Tahiti (Frans-Polynesië). Nieuw-Zeeland werd winnaar van het toernooi, zij wonnen voor de zevende keer.
Dit toernooi is tevens het kwalificatietoernooi voor het wereldkampioenschap voetbal onder 20 van 2019, voor de OFC zijn er 2 plekken beschikbaar. Nieuw-Zeeland en Tahiti, de finalisten, kwalificeerden zich voor dat toernooi.

## Stadions
| Kwalificatie                         | Hoofdtoernooi                  | Hoofdtoernooi                    |
| Rarotonga                            | Papeete                        | Papeete                          |
| CIFA Academy Field Capaciteit: 1.000 | Stade Pater Capaciteit: 15.000 | Stade Fautaua Capaciteit: 10.000 |
| · Papeete                            |                                |                                  |

## Kwalificatiefase
| Pos. | Land             | GW | W | G | V | DV | DT | +/− | Ptn. |
| ---- | ---------------- | -- | - | - | - | -- | -- | --- | ---- |
| 1    | Tonga            | 3  | 2 | 1 | 0 | 6  | 1  | +5  | 7    |
| 2    | Samoa            | 3  | 2 | 1 | 0 | 5  | 1  | +4  | 7    |
| 3    | Cookeilanden     | 3  | 1 | 0 | 2 | 2  | 5  | –3  | 3    |
| 4    | Amerikaans-Samoa | 3  | 0 | 0 | 3 | 1  | 7  | –6  | 0    |

|                            |                  |                       |       |                                                                                      |
| 26 mei 2018 13:30 (UTC−10) | Amerikaans-Samoa | 0−3                   | Samoa | CIFA Academy Field, Rarotonga Toeschouwers: 100 Scheidsrechter: Robinson Banga (VAN) |
| 26 mei 2018 13:30 (UTC−10) |                  | Smith 77', 81', 90+3' |       | CIFA Academy Field, Rarotonga Toeschouwers: 100 Scheidsrechter: Robinson Banga (VAN) |

|                            |                                       |     |              |                                                                                  |
| 26 mei 2018 16:30 (UTC−10) | Tonga                                 | 3−0 | Cookeilanden | CIFA Academy Field, Rarotonga Toeschouwers: 250 Scheidsrechter: Cory Mills (NZL) |
| 26 mei 2018 16:30 (UTC−10) | Kau 17' Rajani 24' (pen.), 38' (pen.) |     |              | CIFA Academy Field, Rarotonga Toeschouwers: 250 Scheidsrechter: Cory Mills (NZL) |

|                            |               |     |                  |                                                                                       |
| 29 mei 2018 13:30 (UTC−10) | Tonga         | 2–0 | Amerikaans-Samoa | CIFA Academy Field, Rarotonga Toeschouwers: 25 Scheidsrechter: David Yareboinen (PNG) |
| 29 mei 2018 13:30 (UTC−10) | Namoa 7', 50' |     |                  | CIFA Academy Field, Rarotonga Toeschouwers: 25 Scheidsrechter: David Yareboinen (PNG) |

|                            |              |          |       |                                                                                     |
| 29 mei 2018 16:30 (UTC−10) | Cookeilanden | 0–1      | Samoa | CIFA Academy Field, Rarotonga Toeschouwers: 250 Scheidsrechter: Kader Zitouni (TAH) |
| 29 mei 2018 16:30 (UTC−10) |              | Malo 78' |       | CIFA Academy Field, Rarotonga Toeschouwers: 250 Scheidsrechter: Kader Zitouni (TAH) |

|                            |         |     |                   |                                                                                  |
| 1 juni 2018 13:30 (UTC−10) | Samoa   | 1–1 | Tonga             | CIFA Academy Field, Rarotonga Toeschouwers: 125 Scheidsrechter: Cory Mills (NZL) |
| 1 juni 2018 13:30 (UTC−10) | Malo 8' |     | Falepapalangi 66' | CIFA Academy Field, Rarotonga Toeschouwers: 125 Scheidsrechter: Cory Mills (NZL) |

|                            |                             |     |                  |                                                                                  |
| 1 juni 2018 16:30 (UTC−10) | Cookeilanden                | 2–1 | Amerikaans-Samoa | CIFA Academy Field, Rarotonga Toeschouwers: 250 Scheidsrechter: Ben Aukwai (SOL) |
| 1 juni 2018 16:30 (UTC−10) | Paio 37' Tiputoa 49' (pen.) |     | Ledoux 51'       | CIFA Academy Field, Rarotonga Toeschouwers: 250 Scheidsrechter: Ben Aukwai (SOL) |

## Groepsfase

### Groep A
| Pos. | Land                | GW | W | G | V | DV | DT | +/− | Ptn. |
| ---- | ------------------- | -- | - | - | - | -- | -- | --- | ---- |
| 1    | Nieuw-Zeeland       | 3  | 3 | 0 | 0 | 20 | 1  | +19 | 9    |
| 2    | Tahiti              | 3  | 2 | 0 | 1 | 9  | 2  | +7  | 6    |
| 3    | Papoea-Nieuw-Guinea | 3  | 1 | 0 | 2 | 4  | 10 | –6  | 3    |
| 4    | Tonga               | 3  | 0 | 0 | 3 | 0  | 20 | –20 | 0    |

|                                |       |                                                |                     |                                                                          |
| 5 augustus 2018 13:30 (UTC−10) | Tonga | 0–4                                            | Papoea-Nieuw-Guinea | Stade Pater, Papeete Toeschouwers: 500 Scheidsrechter: Joel Hopken (VAN) |
| 5 augustus 2018 13:30 (UTC−10) |       | J. Allen 45+1' Kerobin 66' A. Allen 72', 90+4' |                     | Stade Pater, Papeete Toeschouwers: 500 Scheidsrechter: Joel Hopken (VAN) |

|                                |                            |     |             |                                                                            |
| 5 augustus 2018 18:00 (UTC−10) | Nieuw-Zeeland              | 2–1 | Tahiti      | Stade Pater, Papeete Toeschouwers: 2.000 Scheidsrechter: George Time (SOL) |
| 5 augustus 2018 18:00 (UTC−10) | Mata 54' (pen.) Spragg 61' |     | Kaspard 64' | Stade Pater, Papeete Toeschouwers: 2.000 Scheidsrechter: George Time (SOL) |

|                                | |      |       |                                                                           |
| 8 augustus 2018 15:00 (UTC−10) | Nieuw-Zeeland                                                                                               | 14–0 | Tonga | Stade Pater, Papeete Toeschouwers: 300 Scheidsrechter: Salesh Chand (FIJ) |
| 8 augustus 2018 15:00 (UTC−10) | Tipelu 15' Schnell 36', 68' Bell 38', 41', 42' Whyte 46', 47', 89' Spragg 54', 57', 88' Spain 56' Curry 78' |      |       | Stade Pater, Papeete Toeschouwers: 300 Scheidsrechter: Salesh Chand (FIJ) |

|                                |                                                       |     |                     |                                                                            |
| 8 augustus 2018 18:00 (UTC−10) | Tahiti                                                | 6–0 | Papoea-Nieuw-Guinea | Stade Pater, Papeete Toeschouwers: 1.500 Scheidsrechter: George Time (SOL) |
| 8 augustus 2018 18:00 (UTC−10) | Bremond 2', 32' Tehau 17', 86' Vivi 45+1' Kaspard 71' |     |                     | Stade Pater, Papeete Toeschouwers: 1.500 Scheidsrechter: George Time (SOL) |

|                                 |                     |                                             |               |                                                                            |
| 11 augustus 2018 12:00 (UTC−10) | Papoea-Nieuw-Guinea | 0–4                                         | Nieuw-Zeeland | Stade Fautaua, Papeete Toeschouwers: 200 Scheidsrechter: Joel Hopken (VAN) |
| 11 augustus 2018 12:00 (UTC−10) |                     | Mata 47' (pen.), 57' (pen.), 88' Conroy 67' |               | Stade Fautaua, Papeete Toeschouwers: 200 Scheidsrechter: Joel Hopken (VAN) |

|                                 |                           |     |       |                                                                               |
| 11 augustus 2018 15:00 (UTC−10) | Tahiti                    | 2–0 | Tonga | Stade Fautaua, Papeete Toeschouwers: 500 Scheidsrechter: Robinson Banga (VAN) |
| 11 augustus 2018 15:00 (UTC−10) | Nordman 45+4' Morgant 51' |     |       | Stade Fautaua, Papeete Toeschouwers: 500 Scheidsrechter: Robinson Banga (VAN) |

### Groep B
| Pos. | Land             | GW | W | G | V | DV | DT | +/− | Ptn. |
| ---- | ---------------- | -- | - | - | - | -- | -- | --- | ---- |
| 1    | Salomonseilanden | 3  | 3 | 0 | 0 | 5  | 2  | +3  | 9    |
| 2    | Nieuw-Caledonië  | 3  | 1 | 1 | 1 | 11 | 5  | +6  | 4    |
| 3    | Fiji             | 3  | 1 | 1 | 1 | 4  | 3  | +1  | 4    |
| 4    | Vanuatu          | 3  | 0 | 0 | 3 | 2  | 12 | –10 | 0    |

|                                |                                |     |                                                  |                                                                             |
| 6 augustus 2018 15:00 (UTC−10) | Nieuw-Caledonië                | 2–3 | Salomonseilanden                                 | Stade Pater, Papeete Toeschouwers: 200 Scheidsrechter: Norbert Hauata (TAH) |
| 6 augustus 2018 15:00 (UTC−10) | Drawilo 23' (pen.), 77' (pen.) |     | Houairia 41' Taroga 56' (pen.) Bitaud 72' (e.d.) | Stade Pater, Papeete Toeschouwers: 200 Scheidsrechter: Norbert Hauata (TAH) |

|                                |                  |     |                                   |                                                                                  |
| 6 augustus 2018 18:00 (UTC−10) | Vanuatu          | 1–3 | Fiji                              | Stade Pater, Papeete Toeschouwers: 300 Scheidsrechter: Campbell-Kirk Waugh (NZL) |
| 6 augustus 2018 18:00 (UTC−10) | Tasip 80' (pen.) |     | Dau 45+2' Vodowaqa 54' Sami 90+2' | Stade Pater, Papeete Toeschouwers: 300 Scheidsrechter: Campbell-Kirk Waugh (NZL) |

|                                |                  |     |      |                                                                               |
| 9 augustus 2018 15:00 (UTC−10) | Salomonseilanden | 1–0 | Fiji | Stade Pater, Papeete Toeschouwers: 200 Scheidsrechter: David Yareboinen (PNG) |
| 9 augustus 2018 15:00 (UTC−10) | Maeobia 89'      |     |      | Stade Pater, Papeete Toeschouwers: 200 Scheidsrechter: David Yareboinen (PNG) |

|                                |                                                                                       |     |          |                                                                            |
| 9 augustus 2018 18:00 (UTC−10) | Nieuw-Caledonië                                                                       | 8–1 | Vanuatu  | Stade Pater, Papeete Toeschouwers: 300 Scheidsrechter: Kader Zitouni (TAH) |
| 9 augustus 2018 18:00 (UTC−10) | Gope-Fenepej 13', 53' Bako 23' Rawor 49' (e.d.) Richard 60', 63' Wawia 68' Longue 88' |     | Peli 84' | Stade Pater, Papeete Toeschouwers: 300 Scheidsrechter: Kader Zitouni (TAH) |

|                                 |                  |     |         |                                                                              |
| 12 augustus 2018 12:00 (UTC−10) | Salomonseilanden | 1–0 | Vanuatu | Stade Fautaua, Papeete Toeschouwers: 150 Scheidsrechter: Kader Zitouni (TAH) |
| 12 augustus 2018 12:00 (UTC−10) | Taroga 15'       |     |         | Stade Fautaua, Papeete Toeschouwers: 150 Scheidsrechter: Kader Zitouni (TAH) |

|                                 |           |     |                 |                                                                             |
| 12 augustus 2018 15:00 (UTC−10) | Fiji      | 1–1 | Nieuw-Caledonië | Stade Fautaua, Papeete Toeschouwers: 250 Scheidsrechter: Nick Waldron (NZL) |
| 12 augustus 2018 15:00 (UTC−10) | Dau 45+2' |     | Drawilo 63'     | Stade Fautaua, Papeete Toeschouwers: 250 Scheidsrechter: Nick Waldron (NZL) |

## Knock-outfase
|  | Halve finale          | Halve finale          |   |                       | Finale                | Finale |
|  |                       |                       |   |                       |                       |        |
|  | 15 augustus – Papeete |                       |   |                       |                       |        |
|  | Nieuw-Zeeland         | 2                     |   |                       |                       |        |
|  | Nieuw-Caledonië       | 1                     |   |                       |                       |        |
|  |                       |                       |   |                       |                       |        |
|  |                       |                       |   |                       | 18 augustus – Papeete |        |
|  |                       |                       |   |                       | Nieuw-Zeeland         | 1      |
|  |                       | Tahiti                | 0 |                       |                       |        |
|  |                       |                       |   |                       |                       |        |
|  |                       |                       |   |                       | Derde plaats          |        |
|  | 15 augustus – Papeete | 15 augustus – Papeete |   | 17 augustus – Papeete | 17 augustus – Papeete |        |
|  | Salomonseilanden      | 1                     |   | Nieuw-Caledonië       | 4                     |        |
|  | Tahiti                | 3                     |   |                       | Salomonseilanden      | 1      |

### Halve finale
|                                 |                      |     |                 |                                                                              |
| 15 augustus 2018 15:00 (UTC−10) | Nieuw-Zeeland        | 2–1 | Nieuw-Caledonië | Stade Pater, Papeete Toeschouwers: 1.000 Scheidsrechter: Kader Zitouni (TAH) |
| 15 augustus 2018 15:00 (UTC−10) | Mata 55' Ebbinge 76' |     | Mata 41' (e.d.) | Stade Pater, Papeete Toeschouwers: 1.000 Scheidsrechter: Kader Zitouni (TAH) |

|                                 |                  |     |                                     |                                                                                    |
| 15 augustus 2018 18:30 (UTC−10) | Salomonseilanden | 1–3 | Tahiti                              | Stade Pater, Papeete Toeschouwers: 2.000 Scheidsrechter: Campbell-Kirk Waugh (NZL) |
| 15 augustus 2018 18:30 (UTC−10) | Mekawir 80'      |     | Tehau 45+3' Nordman 74' Kaspard 78' | Stade Pater, Papeete Toeschouwers: 2.000 Scheidsrechter: Campbell-Kirk Waugh (NZL) |

### Troostfinale
|                                 |                                             |     |                  |                                                                           |
| 17 augustus 2018 18:00 (UTC−10) | Nieuw-Caledonië                             | 4–1 | Salomonseilanden | Stade Pater, Papeete Toeschouwers: 100 Scheidsrechter: Nick Waldron (NZL) |
| 17 augustus 2018 18:00 (UTC−10) | Wenisso 30' Katrawa 71' Longue 75' Bako 89' |     | Wawane 81'       | Stade Pater, Papeete Toeschouwers: 100 Scheidsrechter: Nick Waldron (NZL) |

### Finale
|                                 |               |     |        |                                                                                 |
| 18 augustus 2018 18:00 (UTC−10) | Nieuw-Zeeland | 1–0 | Tahiti | Stade Pater, Papeete Toeschouwers: 1.500 Scheidsrechter: David Yareboinen (PNG) |
| 18 augustus 2018 18:00 (UTC−10) | Zwetsloot 50' |     |        | Stade Pater, Papeete Toeschouwers: 1.500 Scheidsrechter: David Yareboinen (PNG) |

1974 · 1978 · 1980 · 1982 · 1985 · 1986 · 1988 · 1990 · 1992 · 1994 · 1997 · 1998 · 2001 · 2002 · 2005 · 2007 · 2008 · 2011 · 2013 · 2014 · 2016 · 2018 · 2022

Jeugdtoernooi OFC mannen: onder 16

Jeugdtoernooi OFC vrouwen: onder 16 · onder 19